# ゆきりぬ
ゆきりぬ（1992年〈平成4年〉10月3日 - ）は、日本のYouTuber。新潟県生まれ。UUUM所属。

## 人物・来歴
幼稚園に入る前にスカウトされ、中学3年まで芸能活動を行った。
桐蔭学園高等学校卒業後、横浜国立大学理工学部へ進学。大学在学中にニコニコ生放送でゲーム実況を主とした顔出し配信を開始。
その後YouTubeでも配信を開始し、ゲーム実況のほか、メイク、ファッション、旅行、一人飯などをテーマとした動画を配信し視聴者を獲得。
2017年、自身のYouTubeチャンネル登録者数が10万人を突破、その後、5月からUUUMに所属しての活動を開始。
2018年には自身初となるフォトブック『ゆきりぬ 1st フォトブック ピースの角度は30°』が発売され、一時Amazonタレント写真集ランキングで4位にランクインした。
2019年にはYouTubeチャンネル登録者数100万人を突破。はなおでんがんやQuizKnockとのコラボ動画を複数公開するほか、QuizKnockの伊沢拓司が出演する『東大王』に出演。
2020年には後輩にあたるかこちんに動画編集を教え、でんがんと共に彼女のYouTuberデビューを支援した。
2024年10月、自身の32歳の誕生日に結婚を発表した。

## 出演

### テレビ番組

#### 複数年出演
- 林先生の初耳学（MBS）
  - 2017年12月3日
  - 2020年8月2日[11]
- 東大王（TBS）
  - 2019年7月10日[8]、7月17日、7月24日、8月14日、8月28日
  - 2020年2月26日、3月11日、3月18日、7月8日
  - 2021年1月13日、3月3日
- ザ・タイムショック（テレビ朝日）
  - 2019年9月25日[12]
  - 2020年10月7日[13]

#### 2019年
- ザ！モノシリスト（BS朝日）
  - 4月7日[14]
  - 4月14日[15]
- くりぃむクイズ ミラクル9（テレビ朝日、6月5日）[16]
- 中居くん決めて!（TBS、10月7日）[17]
- ザ！世界仰天ニュース（日本テレビ、10月8日〈再現VTR〉）[17] - 純 役

#### 2020年
- しくじり先生 俺みたいになるな!!（テレビ朝日、4月13日）[18]
- クイズ!あなたは小学5年生より賢いの?（日本テレビ、7月24日）[19]
- 脱出迷宮 キズナデビル（テレビ朝日、7月25日）[20]
- にゅーくりぃむ（テレビ朝日）
  - 10月21日
  - 10月28日

### ウェブテレビ
- QUIZOOM（2020年5月4日 - 6日、AbemaTV）- チャレンジャー[21]

### ゲーム
- eBASEBALLプロ野球スピリッツ2021 グランドスラム（2021年7月、コナミ） - 動画クリエイター・ゆきりぬ 役[22]

## 書籍
- ゆきりぬ 1st フォトブック ピースの角度は30°（2018年7月6日、主婦の友社） ISBN 978-4074311484
- スタイルブック 今日の私が1番好き!!! （2022年4月7日、宝島社）  ISBN 978-4-299-02799-3